# Розинское городское поселение
Розинское городско́е поселе́ние — бывшее муниципальное образование в Коркинском районе Челябинской области Российской Федерации. Упразднено в 2022
Административный центр — пгт Роза.

## История
Статус и границы городского поселения установлены Законом Челябинской области от 9 июля 2004 года № 242-ЗО «О статусе и границах Коркинского муниципального района и городских поселений в его составе»

## Население
| 2009    | 2010    | 2011    | 2012    | 2013    | 2014    | 2015    |
| ------- | ------- | ------- | ------- | ------- | ------- | ------- |
| 14 758  | ↘13 099 | ↗13 166 | ↗13 546 | ↗13 698 | ↘13 567 | ↘12 766 |
| 2016    | 2017    | 2018    | 2019    | 2020    | 2021    |         |
| ↘12 621 | ↗12 647 | ↘12 645 | ↗12 674 | ↘12 618 | ↘8780   |         |